# Copăceni (Vâlcea)
Copăceni é uma comuna romena localizada no distrito de Vâlcea, na região de Oltênia. A comuna possui uma área de 63.00 km² e sua população era de 2964 habitantes segundo o censo de 2007.